# Могаммадабад (Магаллат)
Могаммадабад (перс. محمداباد) — село в Ірані, у дегестані Бакерабад, у Центральному бахші, шахрестані Магаллат остану Марказі. За даними перепису 2006 року, його населення становило 203 особи, що проживали у складі 49 сімей.

## Клімат
Середня річна температура становить 16,19 °C, середня максимальна — 35,52 °C, а середня мінімальна — -6,45 °C. Середня річна кількість опадів — 194 мм.
| Клімат поселення                              | Клімат поселення | Клімат поселення | Клімат поселення | Клімат поселення | Клімат поселення | Клімат поселення | Клімат поселення | Клімат поселення | Клімат поселення | Клімат поселення | Клімат поселення | Клімат поселення | Клімат поселення |
| Показник                                      | Січ.             | Лют.             | Бер.             | Квіт.            | Трав.            | Черв.            | Лип.             | Серп.            | Вер.             | Жовт.            | Лист.            | Груд.            |                  |
| Середній максимум, °C                         | 11,23            | 14,63            | 19,05            | 24,98            | 29,70            | 34,18            | 35,52            | 34,51            | 30,17            | 24,04            | 17,66            | 11,44            |                  |
| Середня температура, °C                       | 2,38             | 5,77             | 10,22            | 16,12            | 20,84            | 25,33            | 28,90            | 27,88            | 23,53            | 17,41            | 11,04            | 4,81             |                  |
| Середній мінімум, °C                          | −6,45            | −3,06            | 1,38             | 7,28             | 12,00            | 16,48            | 22,28            | 21,25            | 16,91            | 10,78            | 4,41             | −1,83            |                  |
| Норма опадів, мм                              | 34               | 31               | 35               | 23               | 14               | 2                | 1                | 1                | 0                | 8                | 18               | 27               |                  |
| Середньомісячна швидкість вітру, м/с          | 1.66             | 2.10             | 2.99             | 3.06             | 2.88             | 2.79             | 2.72             | 2.54             | 2.28             | 2.32             | 1.58             | 1.43             |                  |
| Середньомісячна сонячна радіація, кДж/м²·день | 9749             | 12971            | 15481            | 18831            | 22654            | 26422            | 25787            | 24289            | 21243            | 15931            | 11595            | 9496             |                  |
| --------------------------------------------- | ---------------- | ---------------- | ---------------- | ---------------- | ---------------- | ---------------- | ---------------- | ---------------- | ---------------- | ---------------- | ---------------- | ---------------- | ---------------- |
| Джерело:                                      |                  |                  |                  |                  |                  |                  |                  |                  |                  |                  |                  |                  |                  |